# کورد (آرکانزاس)
کورد (به انگلیسی: Cord) یک منطقهٔ مسکونی در ایالات متحده آمریکا است که در شهرستان ایندیپندنس، آرکانزاس واقع شده‌است. کورد ۹۹٫۹۸ متر بالاتر از سطح دریا واقع شده‌است.